# نظرية الإنتاجية الحدية للعمل
نظرية الإنتاجية الحدية للعمل، (Theory of Marginal Productivity) هي نظرية اقتصادية بدأت تنتشر منذ مطلع القرن العشرين في أعقاب نظرية تخصيص الأجور (wages Fund Theory)، وتذهب النظرية إلى أن أجر العامل يميل إلى أن يتطابق مع قيمة ما يعزى إليه من النتائج أو الإنتاج.
وإن رب العمل الذي يسعى للحصول على أكبر ربح سوف يستخدم عمالا إضافيين، أي بمستوى من الأجر إلى أن تكون القيمة المضافة إلى الناتج من العامل الإضافي معادلة لأجره على أقل تقدير، فالأجر بموجب هذه النظرية مرتبط بانتاجية العامل، ولكنها إنتاجية العامل الحدي، أو الإنتاجية الحدية للعمل.